# کانن ئی‌اواس ۵۰۰دی
دوربین کانن ئی‌اواس ۵۰۰دی (به انگلیسی: Canon EOS 500D) که در ژاپن با نام Kiss X3 و در آمریکا با نام Rebel T1i شناخته می‌شود. دوربین تک لنزی بازتابی (DSLR) شرکت کانن می‌باشد که در تاریخ ۲۵ مارت ۲۰۰۹ توسط این شرکت معرفی و در ماه مه همان سال وارد بازار شد.

حسگر آن از نوع APS-C CMOS و با رزولوشن ۱۵٫۱ مگاپیکسل است و دومین دوربین حرفه‌ای این شرکت است که قابلیت ضبط ویدئویی اچ‌دی را دارد. صفحهٔ نمایش تی‌اف‌تی در اندازهٔ ۳ اینچ و با رزولوشن ۹۲۰۰۰۰ پیکسل، قابلیت نصب فلاش خارجی، تجهیز به خروجی تلویزیون و رایانه و اچ‌دی‌ام‌ای، کارت حافظهٔ نوع SD و SDHC و فوکوس دستی و خودکار، از جمله شناسه‌های دوربین کانن ئی‌اواس ۵۰۰دی است.

## مشخصات کلی
- وزن بدنه ۴۸۰ گرم
- مشخصات حسگر و پرونده: حسگر CMOS با کیفیت ۱۵٫۵ مگاپیکسل - اندازه ۱۴٫۹ × ۲۲٫۳ میلی‌متر
- فیلم: ابعاد فول اچ‌دی - سرعت ۲۰ فریم بر ثانیه
- لنز: ۱۸-۵۵ میلی‌متر - بزرگنمایی اپتیکال ۳ برابر - زوم اپتیکال در حین فیلمبرداری
- عکسبرداری: سرعت شاتر از ۱/۴۰۰۰ ثانیه تا ۳۰ ثانیه
- حساسیت سنسور: ایزو اتوماتیک (۱۶۰۰-۱۰۰) و ۱۰۰ و ۲۰۰ و ۴۰۰ و ۸۰۰ و ۱۶۰۰ و ۳۲۰۰ با قابلیت افزایش تا ۶۴۰۰ و ۱۲۸۰۰
- فلاش: داخلی (Pop-Up) برد ۱۳ متر با قابلیت نصب فلاش خارجی (Hot-Shoe, E-TTL II)
- صفحه نمایش: ۳ اینچ با رزولوشن ۹۲۰٬۰۰۰ پیکسل - Live View
- سایر مشخصات: ذخیره بر روی کارت حافظه SD/SDHC Card
- باتری: یون لیتیم
- نام‌ها دیگر : Canon EOS٫Rebel T1i

## برجستگی‌ها
- صفحهٔ نمایش بزرگ ۳ اینچی، ۹۲۰۰۰۰ پیکسل
- حسگر ۱۵٫۱ مگاپیکسلی از نوع EMOS
- قابلیت ضبط فیلم فول اچ‌دی
- مجهز به حالت Live View
- مجهز به خروجی اچ‌دی‌ام‌ای برای پخش مجدد مستقیم در تلویزیون‌های اچ‌دی
- مجهز به تکنولوژی ضدغبار که از نشستن گرد و غبار روی حسگر، جلوگیری می‌کند
- ویژگی تشخیص IR [۲]
- دکمهٔ Print/share که پرینت و انتقال تصویر را ساده‌تر می‌کند
- سامانهٔ AF یا فوکوس خودکار
- ویژگی Picture Styles د
- دارای لنز کیت با لرزش گیر دست و اپتیکال
- ویژگی پیشرفتهٔ تنظیمات AE

## کاستی‌ها
- تنظیمات AF-assist و جبران نوردهی فلاش، در داخل تنظیمات منو قرار گرفته‌اند.
- در حالت فیلمبرداری، فوکوس خودکار مستمر ندارد.
- هنگام عکس برداری در حالت RAW، به نظر می‌رسد که بافر، زود پر می‌شود.